# Björn (kung)

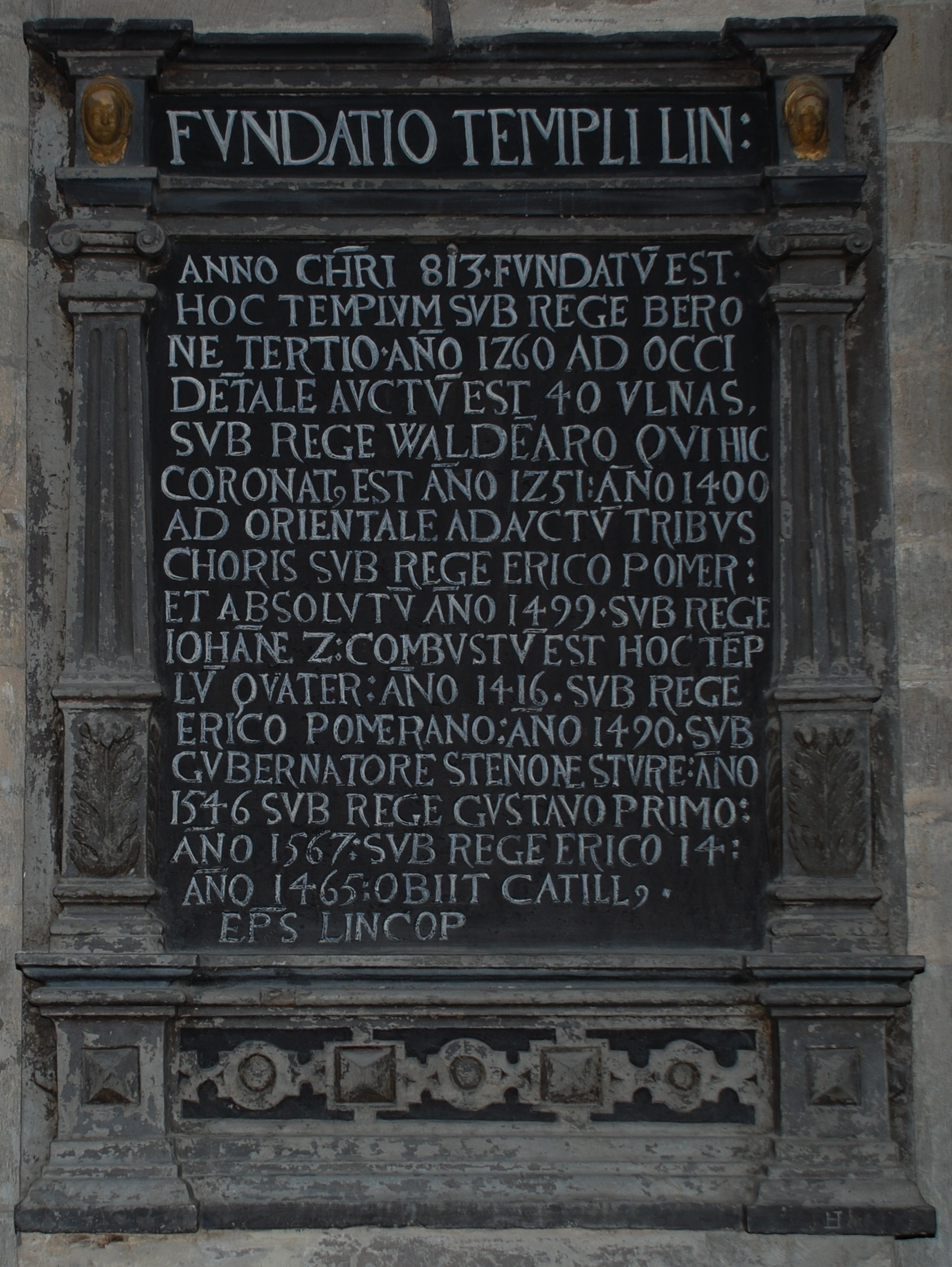
Tavla i Linköpings domkyrka där den påstås vara grundad år 813 under kung Björn III ("sub rege Berone tertio"); text antagligen av Messenius.

Björn var sveakung när missionären Ansgar kom till Birka kring året 830. I Rimberts latinska text kallades han "Bern".
Kungen hade skickat sändebud till Ludvig den fromme, bland annat för att be om missionärer kunde komma till dem som ville konvertera. Kejsaren skickade Ansgar, som hade erfarenhet av mission i Danmark. Kungen blev inte kristen, men Herigar som var hans prefekt över Birka lät sig döpas. Efter en vistelse på ett och ett halvt år återvände Ansgar till Tyskland, med ett brev från Björn till kejsaren. 
832 mottog kungen en ny missionsbiskop, Gautbert. 
Denna kung har identifierats med Björn "at Haugi" i Hervarar saga, som samregerade med sin bror Anund Uppsale, men det är osannolikt att det förhöll sig så. Rimbert ger ingen information om släktförhållanden. Den Anund som Rimbert nämner är en avsatt kung som lever i landsflykt i Danmark.